# Wolfenstein: Youngblood
Wolfenstein: Youngblood is een first-person shooter ontwikkeld door MachineGames en Arkane Studios. Het spel is uitgegeven door Bethesda Softworks en kwam wereldwijd uit op 25 juli 2019 voor Windows en een dag later voor de PlayStation 4, Xbox One en Switch. Op 19 november 2019 werd het spel beschikbaar op Stadia.

## Spel
Het spel wordt gespeeld vanuit de eerste persoon waarin de speler in de huid kruipt van Jessie of Zofia Blazkowicz. Men kan het spel spelen met een andere speler of met een ki-speler. De missies in het spel kunnen op niet-lineaire wijze worden voltooid, en spelers kunnen gedurende het spel nieuwe uitrusting en vaardigheden vrijspelen.

## Verhaal
Twintig jaar na de gebeurtenissen in Wolfenstein II: The New Colossus is de wereld bevrijd van de nazi's. B.J. Blazkowicz en zijn vrouw hebben twee dochters genaamd Jessie en Zofia. Plotseling verdwijnt vader Blazkowicz op mysterieuze wijze. Jessie en Zofia gaan met hun vriendin Abby op zoek en komen wederom geheime nazipraktijken tegen.

## Ontvangst
| Recensiescore       | Recensiescore                          |
| Recensieverzamelaar | Score                                  |
| ------------------- | -------------------------------------- |
| Metacritic          | 69% (PC) 63% (PS4) 68% (XONE) 65% (NS) |
| Publicist           | Score                                  |
| Destructoid         | 6                                      |
| Game Informer       | 8,5                                    |
| GameSpot            | 8                                      |
| IGN                 | 6,5                                    |

Wolfenstein: Youngblood werd gemengd ontvangen in recensies. Critici prezen de uitdagende gevechten en subtiele RPG-elementen in het spel. Kritiek was op het verminderde plezier in vergelijking met het vorige deel.
Op aggregatiewebsite Metacritic heeft het spel een gemiddelde verzamelde score van 66,25% voor alle systemen.